# Сделано в Финляндии
«Сделано в Финляндии» — финский художественный сериал, премьера которого состоялась 14 апреля 2022 года. Рассказывает об успехе компании Nokia. Главные роли в шоу сыграли Уна Айрола, Сампо Саркола, Сату Туули Карху.

## Сюжет
Сериал рассказывает об успехе Nokia, которая из маленькой финской компании превратилась в гиганта.

## В ролях
- Уна Айрола
- Сампо Саркола
- Сату Туули Карху

## Производство
Создательница сериала Маарит Лалли ещё в 2013 году захотела снять фильм об успехах Nokia. В 2018 году продюсер Минна Хаапкюля из Rabbit Films узнала о планах Лалли и пришла в восторг; при её участии была разработана концепция сериала. Лалли, используя помощь Ласси Виерикко, Юрки Вяйсянен и своего сына Хенрика Мяки-Танила написала сценарий. Во время работы она взяла интервью у множества сотрудников Nokia.
Производством сериала занялись компании Aurora Studios и Rabbit Films, которые стали ещё и дистрибьютерами. На этапе создания сценария шоу получило значительную поддержку от MTV3 Finland. Съемки начались в Оулу в апреле 2021 года и продолжались до конца года в разных местах по всей Финляндии, включая Хельсинки, Турку и Сало, а также в Мюнхене в Германии. Из-за пандемии COVID-19 съёмочная группа столкнулась с определёнными проблемами -  например, в массовых сценах не могло участвовать больше 15 человек.
Позже был выпущен минидокументальный фильм о создании сериала под названием The Making of Made in Finland.

## Премьера и восприятие
Первые два эпизода шоу были выпущены на платформе C More VOD 14 апреля 2022 года, после чего каждую неделю выходила одна серия. В мае того же года начался показ и для других стран Северной Европы. Шоу получило высокие оценки критиков.